# 歐陽秬
欧阳秬（?—?），字降之，唐朝泉州晋江人，欧阳詹的从子。善于作文章。
陆洿自右拾遗转任司勋郎中，弃官隐居吴中，皇帝下诏召他，既在途中，欧阳秬给他写信责备他进退太急，陆洿于是不去京城，就回去了。欧阳秬名声更加响亮。
唐文宗开成年间，欧阳秬考中进士，乡人萧本假称自己是文宗母亲贞献太后的近属，恩宠显赫，欧阳秬以他为耻。泽潞节度使刘从谏征召欧阳秬入幕府，欧阳秬辩明萧本之伪，萧本终于获罪。刘从谏的儿子刘稹拒朝命，当时欧阳秬休假还家，刘稹上表斥责时政，有人说是欧阳秬写的，唐武宗下诏将他流放崖州，赐死。欧阳秬临刑，辞色不屈，写书信遍谢故人，自作墓志，人们都可怜他。